# سازونشین بال‌سفید
سازونشین بال‌سفید (نام علمی: Junco hyemalis aikeni) نام یک زیرگونه از گونه سازونشین چشم‌تیره است.